# Славянская колонизация Верховской провинции
Славянская колонизация Верховской провинции — процесс заселения восточно-славянскими племенами территории Верховской историко-географической провинции, ограниченной на севере широтным течением реки Оки, на востоке — верховьями Дона, на западе — бассейном Десны, на юге — водоразделом реки Сейм.
Вторая половина I тысячелетия охарактеризовалась миграционными процессами славян в обширные пространства Восточно-Европейской равнины. Сформировавшие большие племенные союзы, они впоследствии вошли в состав Древнерусского государства. Вятичи, заселившие бассейн верхней Оки, Дона и Десны, дольше других сохраняли свои собственные черты исторического развития, обусловленные этногенезом местного населения, особенностями географического и военно-стратегического положения занятых земель. Отличительные черты вятичской идентичности сохранялись вплоть до XIII века, а затем трансформировались в особый статус удельных Верховских княжеств в окружении более сильных соседей. Первичное расселение славян в верховьях Оки историки относят предположительно ко второй половине IV века, что характеризуется изменением бытовой культуры и образованием мощинской археологической культуры. Но основное заселение данной территории относится к VIII веку.

## Летописное упоминание
Лаврентьевская летопись (1377 год) о происхождении вятичей повествует следующее: «Радимичи бо и Вятичи от Ляхов. Бяста бо два брата в Ляхах. Радимъ, а другому Вятко и пришедъша и седоста Радимъ н Съжю, прозвшася Радимичи, а Вятъко седе съ родомъ своимъ по Оке, от негоже прозвашася Вятичи». Основываясь на сообщении Лаврентьевской летописи большинство историков XVIII—XX веков считали, что заселение верхнеокских земель вятичами происходило по западному маршруту — от западнославянских племён (ляхов). Дальнейшие исследования опровергают это утверждение.

## История
Летописец отмечает, что Вятко пришёл «с родомъ», а не с племенем. Огромную территорию площадью около 100 тысяч км2 не мог заселить один род. Более вероятно толкование, что Вятко — представитель знатного рода, пришёл или был приглашён славянским (и не только) населением, уже проживавшим здесь. Летописец воспроизводит некую параллель со сказанием о призвании «къ Словеномъ» варягов. Вятичей и радимичей летописцы не включали в число носителей славянского языка, живущих на Руси, что предполагало теорию о финском языке этих племён. Время «призвания» Вятко с родом не означает начала заселения и сложения славянской вятичской народности, а лишь описывает одно из важных событий. В первый этап миграционный процесс расселения ещё славян-правятичей происходил постепенно, по руслам рек. Освоение территории происходило различными способами: подсечно-огневое земледелие у балтских племён — верхнеокская, мощинская культуры и пашенное земледелие у славянских племён — роменская культура. Вятичский этногенез явился результатом ассимиляции славянами лесных балтских племён с усвоением их подсечного земледелия.

### В археологии
Длительное проживание славян-правятичей на верховских землях подтверждается многочисленными археологическими раскопками. Археологические памятники I тысячелетия Верхнеокского бассейна являются пожалуй единственными источниками по изучению ранней истории вятичей. Культура верхнеокских племён близка к культуре племён бассейна верхнего Днепра, а не верхней Волги. Финно-угорская культура здесь не прослеживается. Наличие у вятичей роменской культуры опровергает летописный стереотип об их исключительно лесном образе жизни. Археологические раскопки показали отсутствие насильственной военной экспансии. Доводом к постепенной адаптации славян является способ строительства жилищ. Ранние постройки соответствуют традиционно славянским полуземлянкам; затем они вытеснились наземными постройками (многие с подклетом). Это также говорит о смешении различных культурно-бытовых традиций — балтской и славянской. Неукреплённые поселения (селища) говорят об относительно мирном существовании народа. Балтские племена были ассимилированы быстро и во вновь возникшей славянской вятичской культуре обнаружены балтские традиции. Археологи довольно точно определяют характерные славяно-вятичские захоронения среди других славянских. Ромено-борщевская культура однозначно указывает на южные маршруты славянского расселения в  Верховской историко-географической провинции. Материалы верхнеокских поселений и курганы имеют большое сходство с зарубинецкой культурой верхней Десны, но на верхней Оке она относится к более позднему времени. Славяне, поселившиеся среди народов мощинской культуры, первоначально не имели курганных захоронений. Этот обряд был перенят у местных жителей. До XI века соблюдался обряд кремации усопших, что говорит о позднем распространении в этом регионе христианства.

### В генетике
В 2006 году были проведены генетические исследования популяций юга Центральной России, в результате чего были выявлены особенности генетической подразделённости популяций южных районов и их соответствие географическим расстояниям в системе восточнославянского генофонда. Для исследования были выбраны территории близких областей юга Центральной России: Белгородская, Орловская, Воронежская и Курская области. Население рассматриваемых территорий представлено коренным русским, составляющим около 96%.
Были выявлены чётко дифференцированные два кластера «юго-западный» и «северо-восточный». Такая структура популяций подтверждается историческими факторами — особенностями формирования населения этих территорий в X—XVIII веках с разным славянским субстратом, лежащим в основе населения этой территории; разнонаправленностью миграционных потоков различных славянских племён, а затем и переселением разных групп русских в этот регион. В популяционной системе восточных славян население юга Центральной России генетически близко к «среднерусской» популяции и украинцам, и значительно удалено от белорусов.
Генетическая изменчивость населения юга Центральной России (в т. ч. Верховской провинции) составляет 25% изменчивости всего русского народа и превышает генетическое разнообразие многих народов Европы.

### В топонимике
Большое количество названия местностей, поселений и рек в Верхнем Поочье указывает на близость с новгородскими и западнославянскими названиями: Перестряж, Хотынец, Легоща, Радогощь, Домагощ, Залегощь (Жалегощ), Вщиж, Хотимль, Жупань, Гостомля, Судимир, Жирятино и т. д. Перенос переселенцами названий своих населённых пунктов и географических объектов на новые осваиваемые территории является типичным в истории миграций населения. Гидронимы: Ока, Зуша, Ицка, Цон, Мцна — неславянского происхождения. Поселение Великие Ляды — «выжечь лесное лядо»; гидроним Лешня, А(О)лешня — «земля, отвоёванная у леса» — говорит о подсечно-огневом земледелии у балтских племён.

## Итоги
История славянской колонизации Верховской провинции занимала продолжительный период и была разнородна по направлениям. В первый этап колонизации переселение славян происходило с левобережья Днепра — юго-западное, а также юго-восточное направление; немассовое переселение по западному маршруту — «деснянское» и «призвание Вятко»; также северное (новгородское) этническое влияние. Археологические исследования по водоразделу Оки (с её притоками: Упа, Нугрь, Зуша) представляют непрерывную череду городищ, селищ, курганов, что говорит о высокой плотности населения. Длительное и упорное сопротивление славян-вятичей агрессии киевских князей и их самобытность показывает значительный уровень их культуры. Об этом говорят и археологические материалы поселений и погребений в сравнении с культурой некоторых соседних племён. Полученные результаты генетических исследований свидетельствуют о значимой, но не сильно выраженной роли финно-угорских народов, присутствуют скифо-сарматские корни, тюркское и понтийское влияние на формирование генофонда региона.